# Nkuwu a Ntinu van Kongo
Nkuwu a Ntinu van Kongo (Portugees: Encu a Motino; ca. 1422 – ca. 1470) was de vierde Mwene Kongo uit de Lukeni-Kanda die over het Koninkrijk Kongo regeerde. Zijn bewind vond plaats in het midden van de 15e eeuw, tussen ca. 1450 en ca. 1470. Nkuwu a Ntinu was een zoon van de stichter van Kongo, Lukeni lua Nimi.

## Levensloop
Er is weinig bekend over zijn regeerperiode, behalve dat hij pas koning werd nadat beide neven van zijn vader hadden geregeerd. Dit was een voorwaarde die door de stichter van het koninkrijk was ingesteld om de jonge staat bijeen te houden. Nkuwu a Ntinu was de vader van Nzinga a Nkuwu, de koning die regeerde toen de Portugezen in 1483 in Kongo arriveerden. Hij was tevens de laatste pre-christelijke koning van Kongo.